# AB Aviation
AB Aviation ist eine private Fluggesellschaft auf den Komoren und – nach Eigenaussage – die größte des Inselstaates. Die Fluggesellschaft wurde 2010 gegründet und musste Anfang 2017 aufgrund von Schulden bei der Zivilluftfahrtbehörde Agence Nationale de l'Aviation Civile et de la Météorologie den Betrieb vorübergehend einstellen.
AB Aviation bediente Ziele auf den Komoren und flog nach Mayotte und Daressalam in Tansania.

## Flotte
Mit Stand Juli 2022 besteht die Flotte der AB Aviation aus fünf Flugzeugen:
| Flugzeugtyp               | Anzahl | Anmerkungen | Sitzplätze |
| ------------------------- | ------ | ----------- | ---------- |
| Embraer ERJ 145           | 1      |             | 50         |
| Embraer 120               | 3      |             | 30         |
| Cessna 208D Grand Caravan | 1      |             | 14         |
| Gesamt                    | 5      |             |            |

## Zwischenfälle
Eine Cessna 208D Grand Caravan (Flight 1103) stürzte bei einem Flug vom Flughafen Prince Said Ibrahim International Airport in Moroni am 26. Februar 2022, etwa 2,5 Kilometer vor dem Flughafen Mohéli Bandar Es Eslam in Mohéli, ins Meer. An Bord befanden sich zwölf Passagiere und zwei Besatzungsmitglieder. Alle Insassen sind wahrscheinlich ums Leben gekommen. Die Cessna stand im Besitz von Fly Zanzibar.
Die Regierung der Komoren setzte nach dem Absturz im März 2022 die Lizenz von AB Aviation aus.